# Tellurwasserstoff
Tellurwasserstoff (auch Monotellan) ist eine chemische Verbindung aus Tellur und Wasserstoff. Es ist ein hochgiftiges, sehr unangenehm riechendes, leicht kondensierbares Gas dar, das schwerer als Luft ist.

## Gewinnung und Darstellung
Es entsteht durch elektrolytische Reduktion von Tellur an der Kathode in 50%iger Schwefelsäure oder durch Protolyse salzartiger Telluride in Säuren, wie beispielsweise bei der Umsetzung von Aluminiumtellurid mit Salzsäure:
{\displaystyle \mathrm {Al_{2}Te_{3}+6\ HCl\rightarrow 3\ H_{2}Te+2\ AlCl_{3}} }

## Eigenschaften
Tellurwasserstoff riecht ähnlich unangenehm knoblauchartig wie Arsenwasserstoff und entfaltet eine Giftwirkung auf das zentrale Nervensystem und die Atemwege. Das Gas ist leicht in Wasser löslich, zersetzt sich an der Luft und verbrennt mit bläulicher Flamme zu Tellurdioxid und Wasser. In Wasser bildet sich die mittelstarke und durch Oxidation unbeständige Tellurwasserstoffsäure. Die Dissoziationskonstanten pKs1 und pKs2 betragen 2,64 und 8,80.
Tellurwasserstoff zersetzt sich langsam in seine Elemente. Schon durch den Sauerstoff in der Luft wird die Verbindung zu elementarem Tellur und Wasser oxidiert. Tellurwasserstoff ist noch instabiler als Selenwasserstoff.

Strukturdarstellung von Tellurwasserstoff

Tellurwasserstoff ist gewinkelt aufgebaut (Bindungswinkel 89,5°), die Bindungslänge Te–H beträgt jeweils 169 pm.